# Passandra penicillata
Passandra penicillata is een keversoort uit de familie Passandridae. De wetenschappelijke naam van de soort werd in 1876 als Hectarthrum penicillatum gepubliceerd door Charles Owen Waterhouse.